# Eurycoccus blanchardii
Eurycoccus blanchardii är en insektsart som först beskrevs av King och Cockerell 1897.  Eurycoccus blanchardii ingår i släktet Eurycoccus och familjen ullsköldlöss. Inga underarter finns listade i Catalogue of Life.